# Club Social y Deportivo 25 de Mayo
El Club Social y Deportivo 25 de Mayo fue un club de fútbol de la ciudad de 25 de Mayo, de la provincia de La Pampa. Fue fundado en el año 2009 y actualmente se encuentra desaparecido.
El equipo también participó en otros torneos nacionales, como la Copa Argentina.

## Historia
Deportivo 25 de Mayo es un club de fútbol argentino fundado en 2009. Actualmente participa del Torneo Argentino B y de la Liga Deportiva Confluencia. Está situado en la ciudad de 25 de Mayo provincia de La Pampa. El año más glorioso de esta joven institución fue en 2013, cuando logró clasificar al Torneo Argentino B ganando la final del Torneo del Interior al Club Círculo Italiano de la ciudad de Villa Regina (Pcia. de Río Negro), ganando el partido de ida por 2-0 y la vuelta en casa por 1-0.
El otro logro importante de la institución fue coronarse campeón del Apertura de la Liga Deportiva Confluencia del mismo año.
El club tiene rivalidad con el Club Deportivo Unión Deportiva Catriel, del pueblo Catriel, distante a pocos kilómetros pero ya dentro de la provincia de Río Negro. Es conocido como el «clásico interprovincial».

## Rivalidades
25 de Mayo mantiene una rivalidad de gran tradición con el club Club Social Unión Deportiva Catriel de la Ciudad vecina Catriel de la provincia de Río Negro, conformando así el llamado "clásico del Rió Colorado", "Clásico del Charco" o "Clásico Petrolero". Es un Clásico que siempre convocó mucha multitud en cualquiera de las dos ciudades, cuando se disputaban por la Liga Deportiva Confluencia o duelos amistosos.

## Instalaciones

### Estadio Municipal de 25 de Mayo

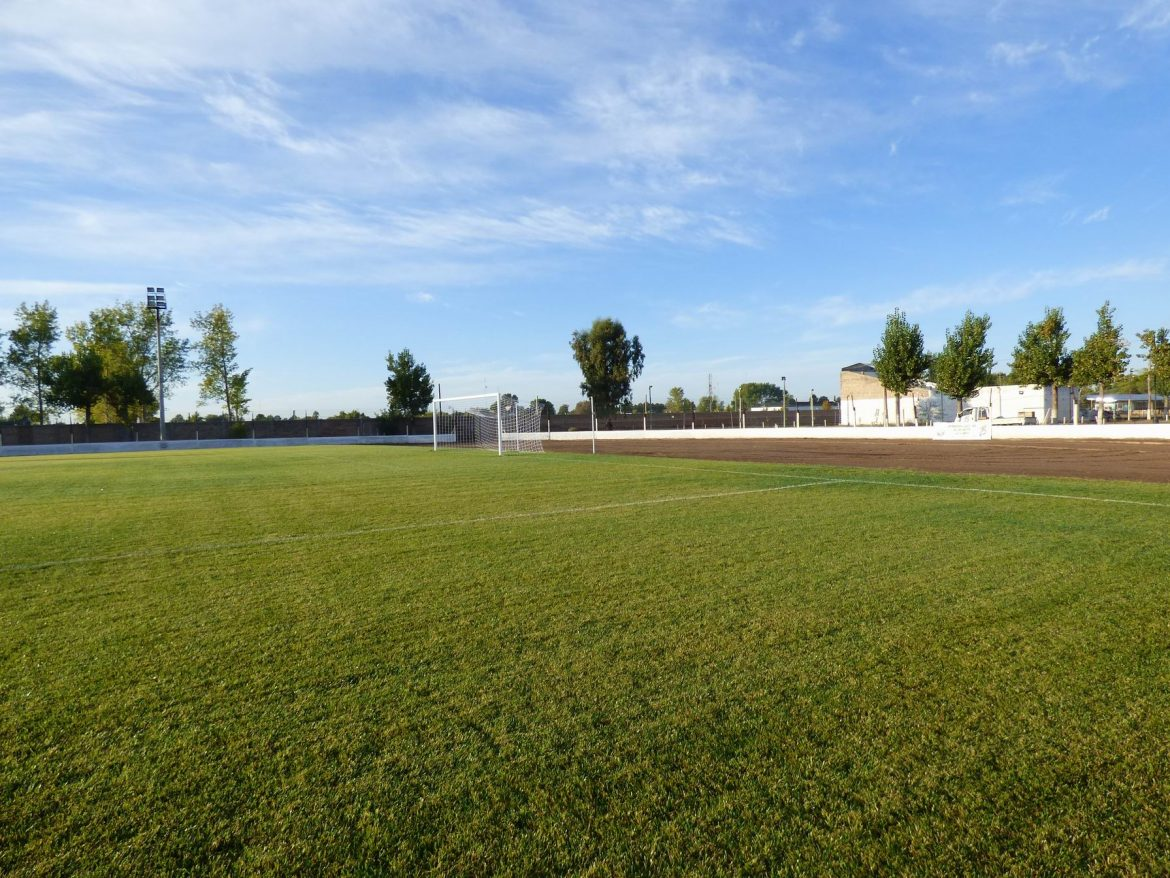
Estadio Municipal de 25 de Mayo

El estadio donde hacía de local el Deportivo 25 de Mayo es el Estadio Municipal de 25 de Mayo, ubicado en la entrada de la ciudad, en las calles General Pico y Circunvalación Santa Rosa, y tiene una capacidad para 3.000 espectadores, la superficie de la cancha es de césped.

## Plantilla 2022
- Actualizado el 1 de abril de 2022.

## Datos del club
- Temporadas en Primera División: 0.
- Temporadas en Primera B Nacional: 0.
- Temporadas en Torneo Federal A: 0.
- Temporadas en cuarta división: 
  - Temporadas en Torneo Federal B: 2 (2014 y 2015).
  - Temporadas en Torneo Argentino B: 1 (2013-14).
- Temporadas en Torneo del Interior: 1 (2013).
- Temporadas en Liga Deportiva Confluencia: 6 (2010-actualidad).

## Palmarés

### Torneos Regionales
- Liga Deportiva Confluencia (1): 2013.[7]
- Torneo del Interior (1): 2013.